# Lambert Giebels
Lambertus Johannes (Lambert) Giebels (Geldrop, 26 augustus 1935 - Breda, 12 oktober 2011) was een Nederlands politicus namens de PvdA en biograaf.
Giebels doorliep het gymnasium in Helmond en studeerde politieke en sociale wetenschappen aan de Katholieke Universiteit Nijmegen en rechten aan de Katholieke Hogeschool Tilburg. In Nijmegen promoveerde hij in 1995 in de rechtsgeleerdheid. Zijn dissertatie ging over de Nederlandse minister-president Louis Beel.
Hij was werkzaam als economisch medewerker en inspecteur ruimtelijke ordening bij de provincie voor hij in 1970 kortstondig lid werd van de Provinciale Staten van Noord-Brabant. Giebels werd hoofd van het bureau Sociaal-Culturele Zaken van de Rijks Planologische Dienst en was ook van 1970 tot 1990 parttime werkzaam als planningsadviseur voor het Indonesische departement van Openbare Werken (PU). Tussen 1973 en 1977 was hij lid van de Tweede Kamer waar hij zich met ruimtelijke ordening bezighield. Begin jaren 80 doceerde hij recht van de ruimtelijke ordening aan de Technische Hogeschool Eindhoven.
Op latere leeftijd begon Giebels met het schrijven van biografieën. Bekend werden zijn biografieën van Louis Beel (1995), Soekarno (1999, 2001) en Jezus (2010). Voor de biografie van Beel probeerde hij via de rechter openbaarmaking van het rapport van de Commissie van Drie (Commissie Beel) over de Greet Hofmansaffaire (1956) te bereiken. Dit werd uiteindelijk door de afdeling bestuursrechtspraak van de Raad van State afgewezen. Nadat grote delen uit dit rapport door Hans Daalder waren aangehaald in diens boek over de crisis op Soestdijk schreef Giebels een boek over de Greet Hofmans-affaire.
Giebels werd in april 2006 gedecoreerd als Officier in de Orde van Oranje-Nassau. Hij overleed op 76-jarige leeftijd.